# Центр мистецтв Вокера
Ця сторінка стосується Центру мистецтв Вокера в Міннеаполісі, Міннесота. Галерея мистецтв Вокера є в Ліверпулі.

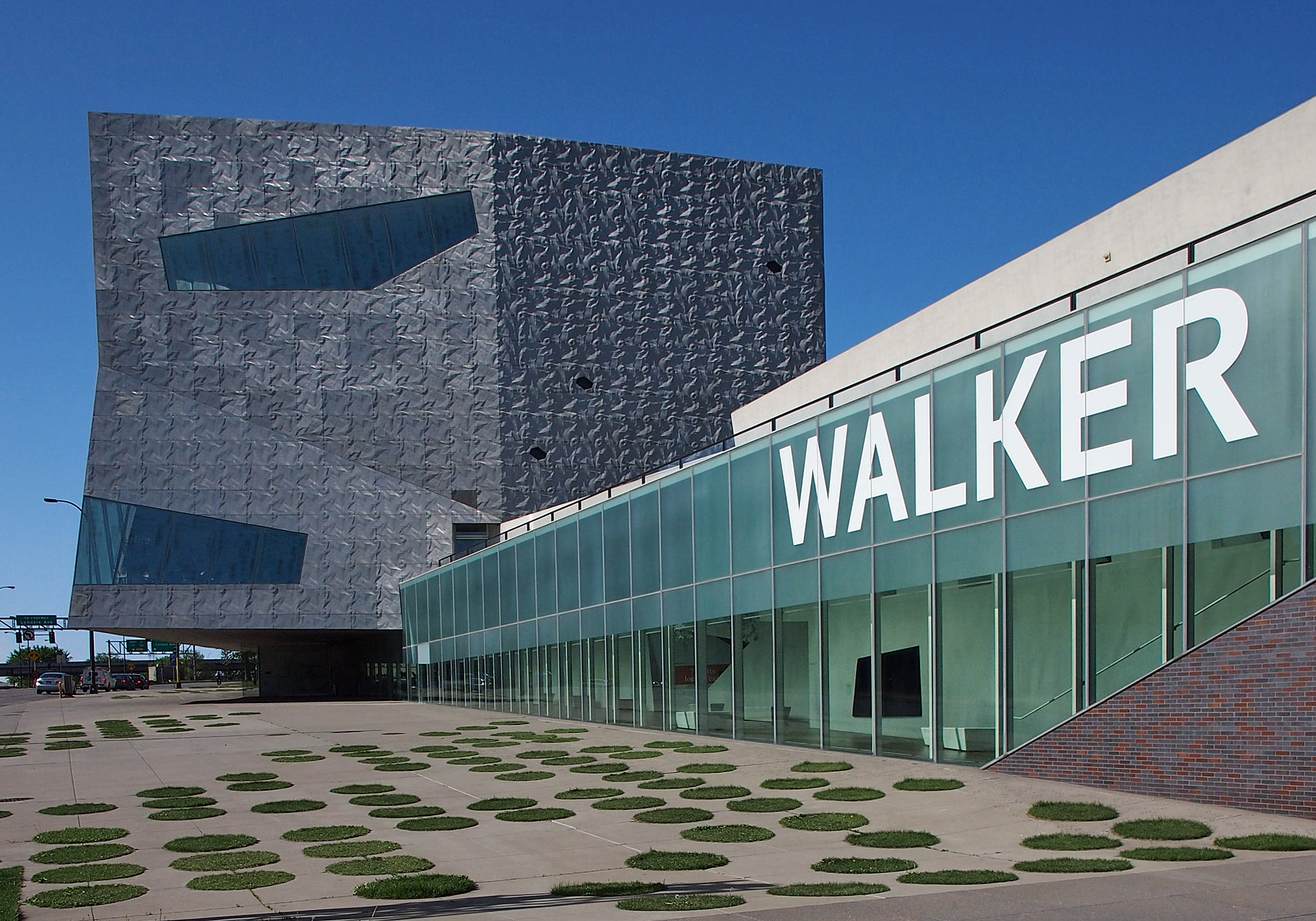
Центр мистецтв Вокера

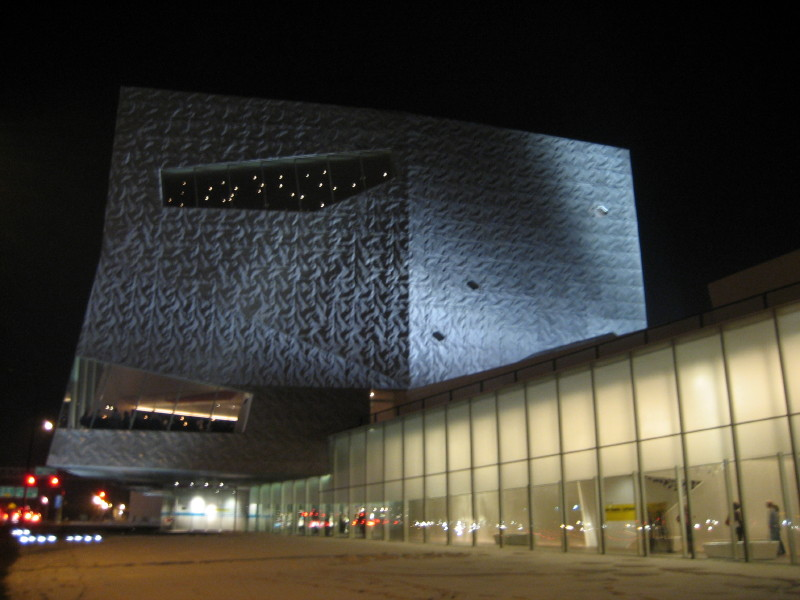
Центр мистецтв Вокера

Центр мистецтв Вокера (англійською: Walker Art Center) — це центр сучасного мистецтва у Міннеаполісі, Міннесота, Сполучені Штати Америки. Центр вважається одним з п'яти найбільший американських музеїв сучасного мистецтва. Заснований у 1879 році лісорубом Томасом Барлоу Вокером, центр відкрився у 1927 році за теперішнім місцем. Це був першій громадський центр мистецтв у регіоні Верхнього Мідвеста. Серед колекцій музею починаючи з 1940-их років переважають сучасні мистецтва. Завдяки дару пані Гілберт Вокер музей отримав роботи митців тих років, включаючи скульптури Пабла Пікассо, Генрі Мура, Альберта Джакометті, та інших.

## Кампус

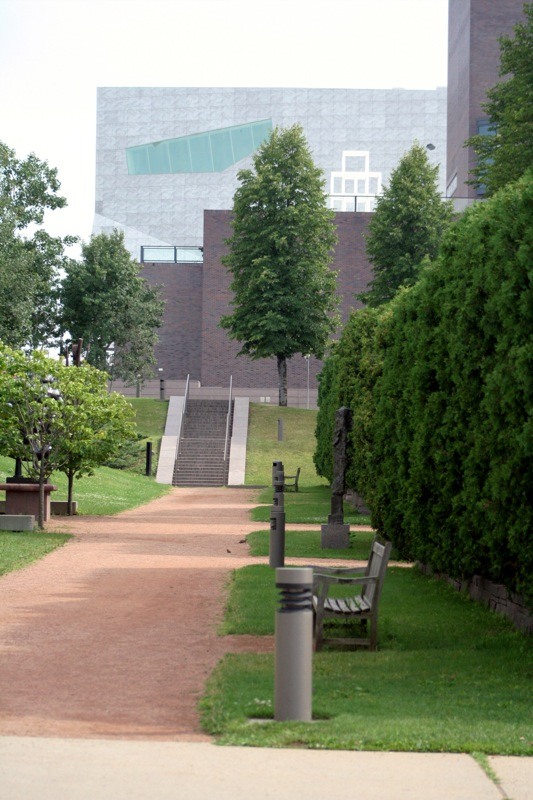
Сад скульптур Міннеаполіса

Центр мистецтв Вокера розташований на 17 акрах (69,000 м²) міської площі, що включає будівлю і парк. Північне крило будівлі, збудоване за дизайном Едварда Ларабі Барнца було відкрито в 1971 році. У 2005 році за дизайном Герцог & Де Меурон була побудована сучасна частина будівлі, завдяки чому площа музею була збільшена у два рази, відкрились нові галереї, ресторан, та театральний зал на 385 місць.
Скульптурний садок Міннеаполісу (англійською: Minneapolis Sculpture Garden) — це скульптурний парк розташований у північній частині кампусу Вокера та побудований за співробітництвом центру Вокера та міської влади. Скульптурний парк був відкритий у 1988 році та розширений у 1992 році до сучасних розмірів у 11 арків (44,500 м²).

## Програми
Центр мистецтв Вокера — це багатодисциплінна установа що включає програми з візуального мистецтва, виконавчого мистецтва, фільмів та відео, а також навчальні та суспільні програми, проектування та нові медіа. Колекція музею включає роботи таких авторів як Меттью Барні, Чак Клоуз, Рой Ліхтенштейн, Йоко Оно та Нам Джун Пайк, Енді Воргол.